# Marko Bencun
Marko Bencun (Metković, 9. studenog 1992.) bivši je hrvatski nogometaš.

## Karijera
Nogomet je počeo igrati u NK Međugorje, zatim je kratko nastupao za mlađe uzrasne kategorije Neretve iz Metkovića, a potom prelazi u splitski Hajduk na preporuku Dražena Mužinića, tadašnjeg skauta Hajduka. Na ljeto 2011. odlazi na posudbu u trećeligaša, stobrečki Primorac 1929, a zatim na proljeće u drugoligaško Dugopolje. U prvu momčad Hajduka vraća se u ljeto 2012. godine. Za prvu momčad debitira 1. rujna 2012. na utakmici s Rijekom kod trenera Krstičevića. Početkom 2013. odlazi na posudbu u Primorac, a nakon toga ponovno igra za Hajduk kod trenera Igora Tudora. Za prvu momčad je zadnju utakmicu odigrao u ožujku 2016. godine a u lipnju te godine je operirao koljeno. Bencun je potom godinu dana pauzirao. Za Hajduk je skupio 63 nastupa i postigao 12 golova. U lipnju 2017., Bencun nije postigao dogovor s Hajdukom oko produžetka ugovora.
U srpnju 2017. je se Bencun priključio Interu iz Zaprešića s Herdijom Prengom.
Od odlaska iz Inter Zaprešića igrao je za HNK Zrinjski Mostar do 2020. kada zbog mnogobrojnih ozljeda završava nogometnu i započinje trenersku karijeri.
Statistika u Hajduku
| Natjecanje        | Nastupi | Zgoditci |
| ----------------- | ------- | -------- |
| Prvenstvo         | 23      | 6        |
| Kup               | 3       | 1        |
| Superkup          | 0       | 0        |
| Međunarodne       | 3       | 1        |
| Splitski podsavez | 0       | 0        |
| Ukupno            | 29      | 8        |
| Prijateljske      | 21      | 3        |
| Sveukupno         | 50      | 11       |

## Vanjske poveznice
- Marko Bencun  na hajduk.hr
- Marko Bencun[neaktivna poveznica] na transfermarkt.de